# 安平市仔街何旺厝
安平市仔街何旺厝位於臺灣臺南市安平區延平街（臺灣第一街）上，是臺南市政府核定的市定古蹟。原在此設有安平文化資產館，但因該建築準備整修的關係，現在該館已移到安平歐姓宗祠內。

## 沿革
該建築建於臺灣日治時期的大正年間（1920年代）原來是永豐餘集團創辦人何傳家族的祖厝，乃家族發達之後翻修改建，時人俗稱「樓仔厝」，此外民國六十年代（1970年代）時畫家席德進曾居於此屋作畫。而民國八十四年（1995年）延平街面臨拆除危機時，該建築曾作為保存論戰的重要據點，並重新命名為「臺灣屋」，成為藝文空間。民國八十八年（1999年）更進一步由臺南市文化資產保護協會與何家協議將此建築改為「安平文化資產館」，以展示安平地區的文化資產。
最近因為該建築計畫整修，所以暫不開放，文化資產館也移到安平歐姓宗祠。

## 建築特色
該建築為街屋形制，面寬狹小，三開間寬，而樓高二層，中間有小而陡的樓梯。屋簷設有山牆，並有類似勳章之裝飾，至於牆面則是米黃色的洗石子，而整體造型皆有1920年代藝術裝飾風格的特質。而由於該建築從街道往內退縮之故，所以前面有設置一小庭園的空間。

## 外部連結
- 文化部文化資產局——安平市仔街何旺厝 （页面存档备份，存于）
- 臺灣大百科——安平市仔街何旺厝 （页面存档备份，存于）